# Hatuey

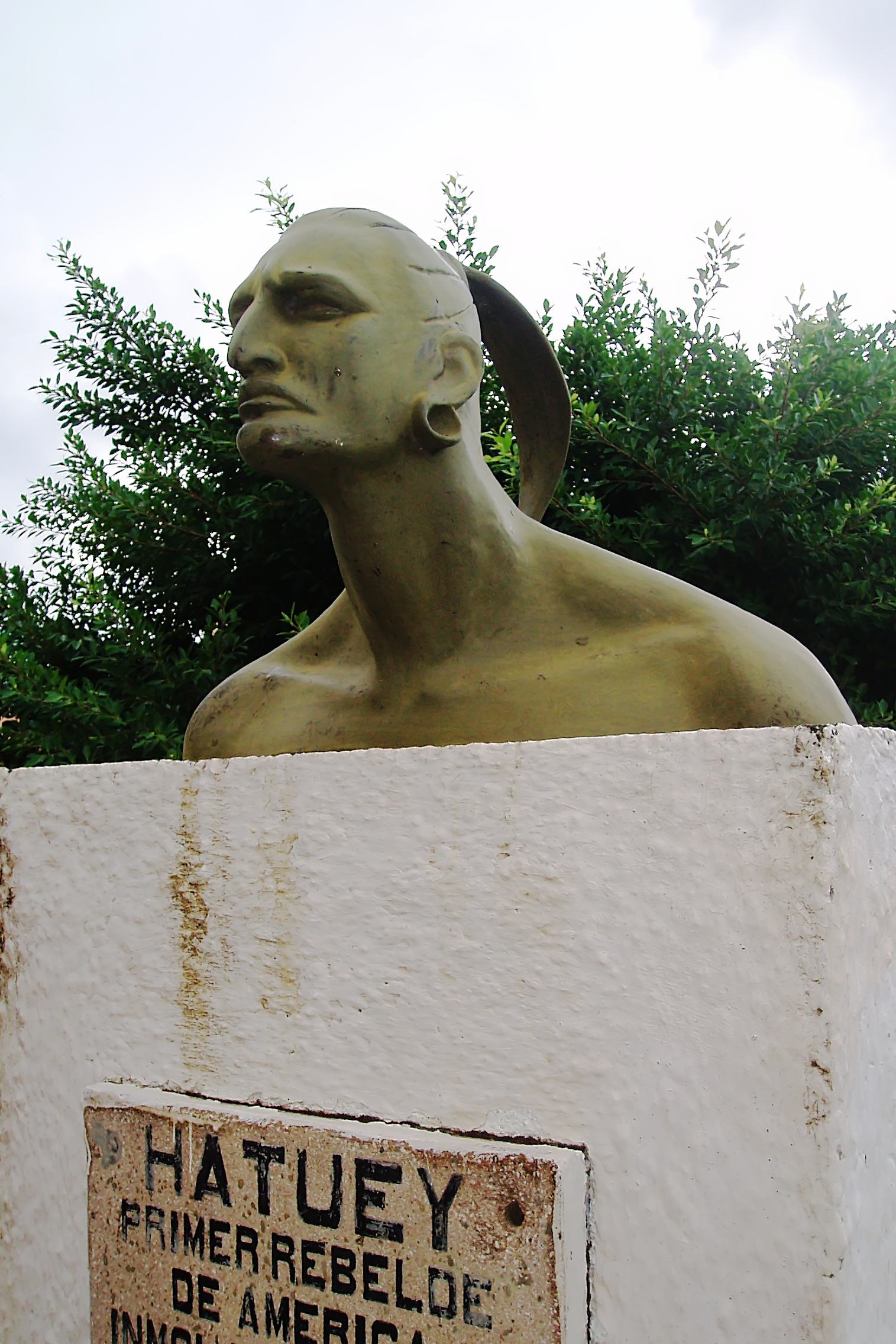
Ett monument över Hatuey i Baracoa city, den stad som Hatuey befann sig i medan han krigade mot spanjorerna.

Hatuey var en hövding för det karibiska Taínofolket på Hispaniola (nutidens Haiti och Dominikanska republiken). Han levde på 1500-talet och flydde till Kuba under den spanska erövringen av Hispaniola. Han fick legendstatus då han ledde ett uppror mot de invaderande spanjorerna. 
Hatuey var en av de första att försöka slå tillbaka kolonialismen i Amerika, och är fortfarande känd som Kubas första nationalhjälte.
Under sin tid som rebell dödade Hatuey och hans kumpaner åtta spanjorer, men han greps av spanjorerna i slutet av januari 1512. 
Den 2 februari 1512 bands Hatuey vid en påle i Yara, och brändes till döds. Enligt vittnesmål från avrättningen frågade en präst honom om han accepterade Jesus så han kunde komma till himlen. Hatuey ska då ha frågat om spanjorer kom till himlen. Prästen svarade ja, varpå Hatuey sade" Jag vill inte komma till himlen utan till helvetet för jag vill inte vara på samma plats som dessa hänsynslösa människor".

## Eftermäle
Staden Hatuey, belägen söder om Sibanicú i provinsen Camagüey i Kuba har fått sitt namn efter Hatuey.
Berättelsen om Hatuey är central i filmen Till och med regnet (También la lluvia) från 2010.
Logotypen till det kubanska cigarrmärket Cohiba består av en bild på Hatuey.